# Boîte bœuf
La boîte bœuf (boit bèf en créole réunionnais) est un plat typique de l'île de La Réunion.

## Historique
La recette tire son nom de son ingrédient principal, du bœuf assaisonné d'épices dans une boîte de conserve, dont la marque la plus connue à La Réunion est Sevima. Implantée à l'origine à Madagascar pour nourrir les soldats français, la société est rachetée par l'entreprise française Toupnot située à Lourdes et leader européen de conserverie bovine, dont l'avenir est cependant incertain à la suite de l'incendie qui a ravagé l'usine en 2019.

## Préparation
Deux assaisonnements sont proposés à la vente, avec ou sans piment.
Le contenu de la boîte bœuf est cuisiné en rougail, dans une sauce tomate relevée de curcuma et de thym frais. 
Certains cuisiniers nomment aussi la recette cari la boit bèf.